# Prinzessin Charlotte von Preußen
Die Prinzessin Charlotte von Preußen war das erste in Deutschland gebaute Dampfschiff. Sie wurde 1816 in Pichelsdorf bei Spandau von dem schottischen Ingenieur John B. Humphreys Jr. gebaut und versah in den Jahren 1817 und 1818 Passagier- und Postdienst auf der Havel und Spree.

## Vorgeschichte und Bau
Humphreys erhielt am 12. Oktober 1815 von der königlich-preußischen Regierung ein Patent bzw. Privileg, die „eigentümliche Methode, Dampfmaschinen zum Forttreiben von Schiffsgefäßen zu benutzen“, in Preußen nutzen zu dürfen. Das Patent war zunächst auf zehn Jahre befristet, wurde später aber bis Ende 1831 verlängert. Er legte seine Werft bzw. „Dampfboot-Baustelle“ an der Havel bei Pichelsdorf an. Dort lief am 14. September 1816 die Prinzessin Charlotte von Preußen vom Stapel, die am 21. Juni auf Kiel gelegt worden war. Das Schiff war benannt nach der ältesten Tochter des Königs Friedrich Wilhelm III., der späteren russischen Zarin Alexandra Fjodorowna.

## Das Schiff
Das Schiff war ein Mittelraddampfer von 41,44 Meter Länge und 5,88 Meter Breite. Es wurde durch ein in der Mitte liegendes Schaufelrad mit acht Schaufeln und einer Breite von 1,22 Meter angetrieben. Der Durchmesser entsprach in etwa der Rumpfhöhe. Diese im Gegensatz zu den sonst üblichen Seiten-Raddampfern gewählte Konstruktion gewährleistete die gefahrlose Durchfahrt unter engen Brücken, erwies sich aber als Antriebssystem als nicht sehr effektiv. Um Raum für das Schaufelrad zu schaffen, war der Schiffskörper besonders breit und mit zwei Kielen versehen. Der Antrieb bestand aus einer aus England gelieferten 14 PS (10 kW) leistenden Niederdruckdampfmaschine von Boulton & Watt, die dem Schiff voll besetzt eine Geschwindigkeit von ca. 4 Knoten oder 7,5 km/h ermöglichte. Diese „ungemeine Schnelle“, wie eine angesehene Berliner Wochenschrift schrieb, wurde mit dem immensen Kohlenverbrauch von etwa 250 Kilogramm pro Fahrtstunde erkauft. Der Schornstein war 9 Meter hoch. Das Schiff bot bis zu 300 Passagieren Platz. Unter dem Vor- und Achterdeck lagen geräumige, gut eingerichtete Kajüten mit Nebengelassen, und in die Bordwände waren anstatt Bullaugen Fenster eingesetzt, um mehr Licht in die Kajüten zu lassen, und es gab auch eine Restauration an Bord.
Am 27. Oktober 1816 lief die Prinzessin Charlotte mit 160 Passagieren an Bord zu ihrer Jungfernfahrt von Pichelsdorf zur Pfaueninsel und zurück. Am 2. November 1816 unternahm König Friedrich Wilhelm III. selbst eine Rundfahrt auf der Havel.
Im Mai 1817 gründeten Humphreys und sein Vater, ein in Hamburg operierender Kaufmann, die Königlich Preußische patentierte Dampfschiffahrts-Gesellschaft zu Berlin, die auch in Hamburg ein Kontor eröffnete, und im Juni 1817 wurde der regelmäßige Passagierdienst mit der Prinzessin Charlotte zwischen Berlin (Tiergarten), Charlottenburg, Spandau und Potsdam aufgenommen. Außerdem stand das Schiff im Dienst der königlichen Post. Der wirtschaftliche Erfolg blieb jedoch aus, und schon nach zwei Jahren, im Oktober 1818, stellte die Prinzessin Charlotte ihre Fahrten ein. Sie wurde 1824 verkauft und abgewrackt. (Auch der 1817 mit zwei weiteren Schiffen der Königlich Preußischen Dampfschiffahrts-Gesellschaft eingerichtete Liniendienst zwischen Berlin und Hamburg wurde kein Erfolg und 1821/22 wieder eingestellt.)
Ein Modell des Schiffes befindet sich im Deutschen Schifffahrtsmuseum Bremerhaven und Deutschen Technikmuseum Berlin. Die deutsche Bundespost gab 1975 eine Briefmarke mit dem Bild des Schiffes heraus.

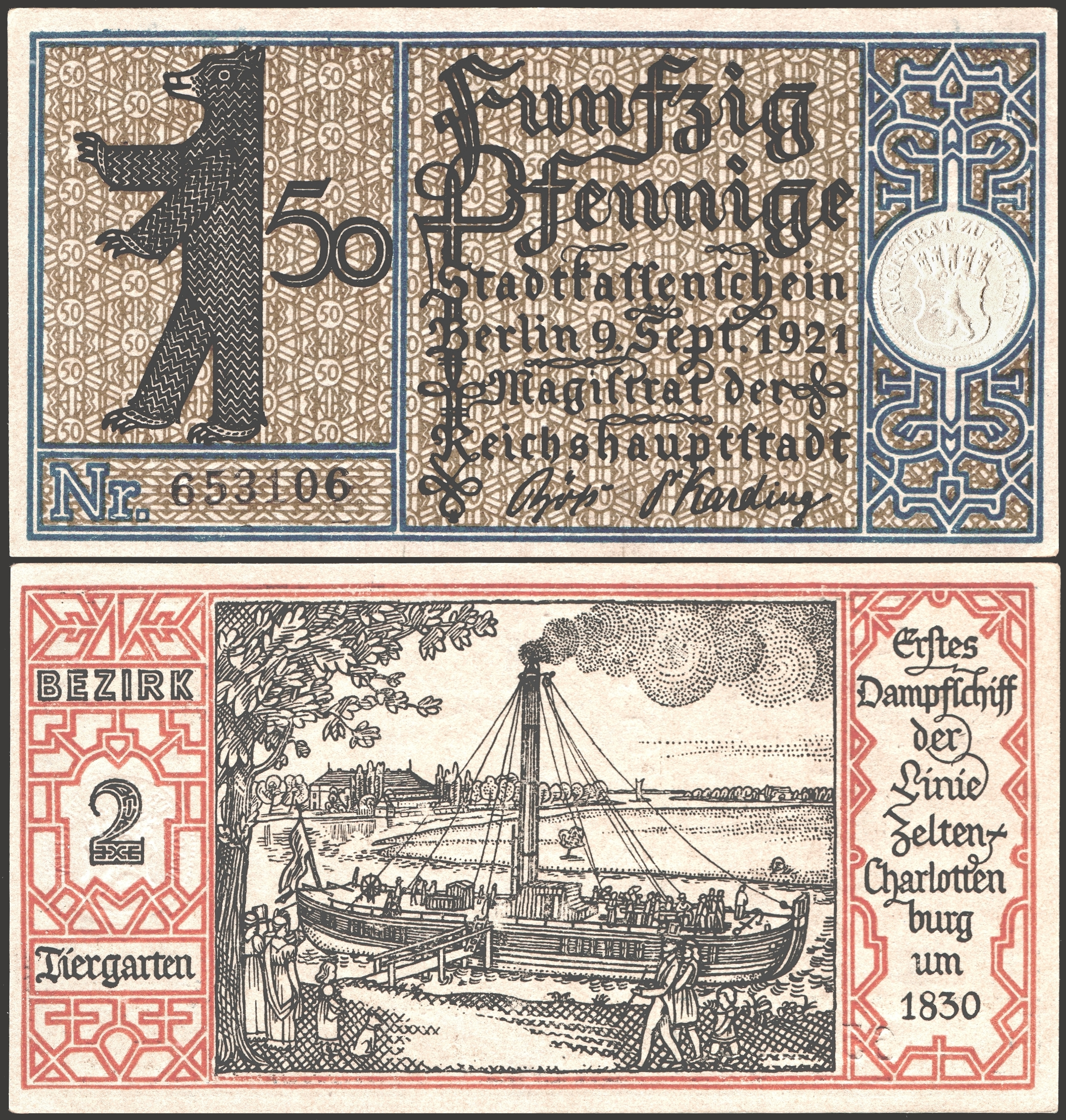
Die Prinzessin Charlotte auf einem Notgeldschein von 1921
Die Prinzessin Charlotte auf einer Briefmarke von 1975
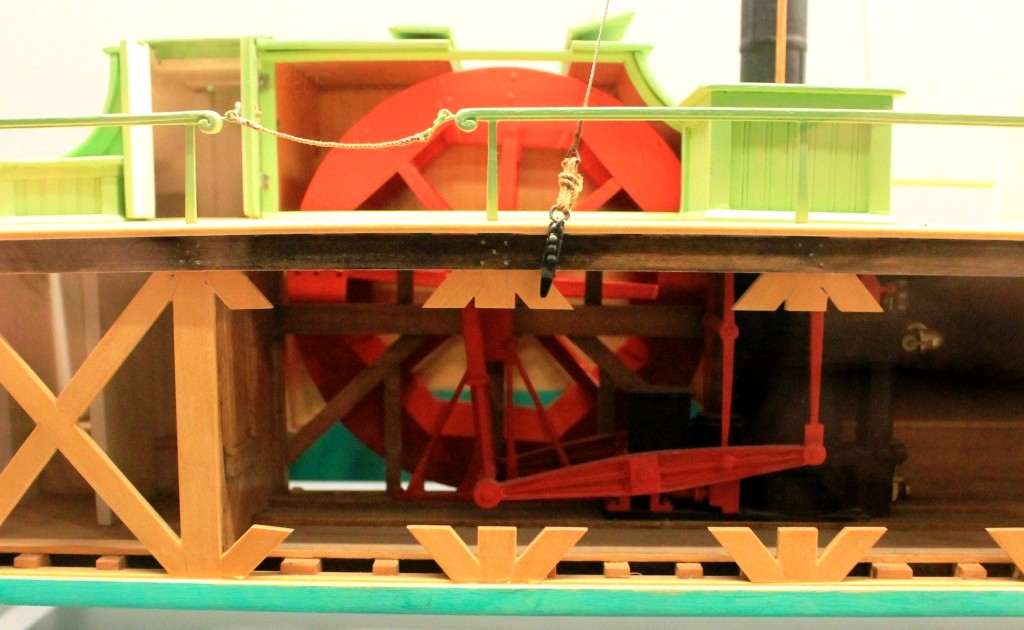
Der Antrieb mit Mittelrad am Modell der Prinzessin Charlotte im Deutschen Schiffahrtsmuseum
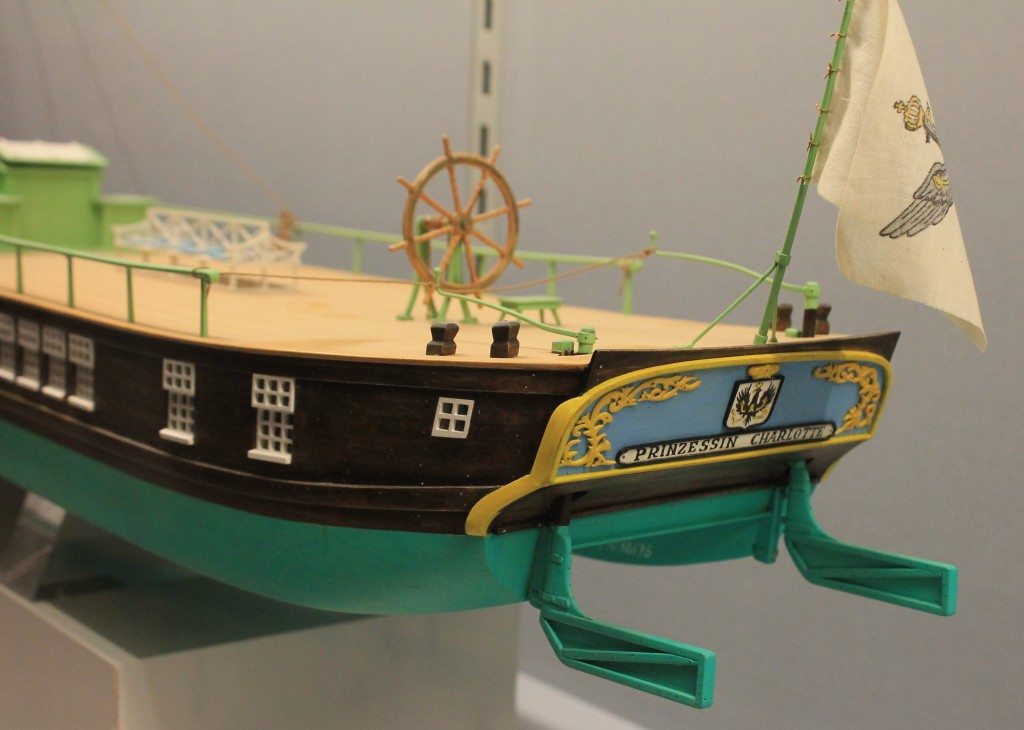
Ruderanordnung der Prinzessin Charlotte im Deutschen Schiffahrtsmuseum